# Anthony Vigna
Pas d'image ? Cliquez ici

a Compétitions nationales et continentales officielles uniquement.

Dernière mise à jour le 7 octobre 2022.
Antony Vigna, né le 7 juillet 1976 à Nice, est un joueur de rugby à XV évoluant au poste de pilier (1,84 m pour 127 kg).

## Palmarès
- Championnat de France de Pro D2 :
  - Vice-champion (1) : 2002 (avec le FC Grenoble)